# Luke Hobbs
Lucas "Luke" Palagi Hobbs es un personaje ficticio de la serie de películas The Fast and the Furious, siendo interpretado por Dwayne Johnson.
Es un agente especial del Servicio de Seguridad Diplomática de los Estados Unidos y su primera aparición fue en la película Fast Five, dónde recibió una vez la tarea de perseguir y capturar a los criminales buscados Dominic Toretto y Brian O'Conner después de que fueron incriminados por la muerte de cuatro agentes de la DEA en Río de Janeiro, Brasil. Más tarde solicita la ayuda del grupo de Dom para detener a Owen Shaw y ayudó a detener al hermano de Owen, Deckard Shaw, tras la "muerte" de Han Seoul-Oh. Buscó la ayuda del grupo de Dom una vez más para una operación clandestina y finalmente se vio obligado a trabajar con Deckard para evitar una guerra nuclear provocada por una ciberterrorista llamada "Cipher" cuando Dom parece unirse a su organización.
Dos años después, Hobbs se ve obligado a trabajar con Deckard una vez más para ayudar a su hermana Hattie Shaw, que se ha inyectado un virus capaz de eliminar a la mitad de la población mundial, mientras se defiende de Brixton Lore, un súper soldado creado por la organización terrorista, Eteon.

## Biografía
Luke Hobbs fue uno de varios niños y solo una niña de un padre no identificado y Sefina Hobbs, nacida y criada en Samoa. El padre de Hobbs era un criminal que cometió muchos robos y estuvo ausente en la vida de sus hijos. Sin embargo, volvió a reclutar a sus hijos varones en su equipo una vez que llegaron a la adolescencia, aunque no mostró amor familiar ni respeto por estos cuando algunos de ellos murieron durante sus atracos. Esto llevó a Luke a entregar a su padre a las autoridades, con el fin de proteger a sus hermanos restantes, aunque sus acciones llevaron a sus hermanos a odiarlo. En respuesta, Luke y su hermana huyeron de Samoa y se mudaron a los Estados Unidos. Durante este tiempo, se unió al Servicio de Seguridad Diplomática de los Estados Unidos y engendró una hija, Samantha Hobbs, con una mujer desconocida. En algún momento de sus primeros días como agente del DSS, trabajó junto con Victor Locke de la CIA. Hobbs también se encontraría con el jefe de Eteon y frustraría los planes de la organización, aunque por razones desconocidas, Hobbs no recordaba ni reconocía al líder de Eteon. Después de que Brian y sus compañeros liberaran a Dom de camino al penal de Lompoc y se fugaran a Río de Janeiro, Luke y su equipo fue el encargado de realizar su búsqueda y captura.

### Fast Five
En Fast Five, Hobbs está tratando de derribar a la tripulación de Dom, que es su prioridad número uno cuando cree que la tripulación de Toretto mató a los agentes de la DEA en el tren. Después de burlar a Dom y tenderles una emboscada a él, Mia, Brian y Vince en su base, los detiene para llevarlos a Estados Unidos para su enjuiciamiento. Cuando su equipo es asesinado en una emboscada por Hernán Reyes en camino al aeropuerto para llevar a los fugitivos a casa, se une al equipo de Dom para robar el dinero de Reyes, y personalmente mata a Reyes gravemente herido, vengando a su equipo. Ante la posibilidad de arrestar al equipo después de la muerte de Reyes, en cambio, les ofrece una ventaja de 24 horas para ponerse a salvo antes de comenzar la búsqueda nuevamente.

### Fast & Furious 6
En Fast & Furious 6, él acude a Dom en busca de ayuda para derrocar a Owen Shaw, el líder de un sindicato criminal internacional, reconociendo que el equipo de Dom es el mejor candidato para igualar las habilidades de Shaw. Se asocia con el agente de DSS, Riley Hicks, quien resulta ser un agente doble que traicionó al equipo de Hobbs y Dom. Mientras Riley y Letty luchan entre sí en el avión, Hobbs le lanza un arpón a Letty, quien a cambio lo usa para empalar a Riley del avión, matándola en el impacto. Una vez completada la misión, Hobbs otorga amnistía a Dom y su equipo, los dos hombres discrepan públicamente sobre cuál de ellos estuvo a cargo durante esa misión, pero reconocen en privado que confían el uno en el otro.

### Furious 7
En Furious 7, el hermano mayor de Owen, Deckard Shaw, irrumpe en la oficina del DSS de Hobbs para extraer perfiles de la tripulación de Dom. Después de revelar su identidad, Deckard involucra a Hobbs en una pelea y luego escapa al detonar una bomba que envía a Hobbs y su compañera Elena Neves, volando por una ventana y caer hacia un automóvil estacionado debajo. Es herido por la caída y Elena lo lleva al hospital. Más tarde, Dom visita a Hobbs en el hospital, donde se entera de que Deckard es un asesino rebelde de las Fuerzas Especiales británicas que busca vengar a su hermano, Owen. Durante la escena culminante final, Hobbs, al ver que el equipo está siendo perseguido por un dron UAV Predator, sale del hospital, incluso rompiendo su propio yeso, y destruye el dron UAV embistiéndolo con una ambulancia que tomó del hospital. Más tarde, Hobbs juega un papel en derribar a Jakande cuando le dispara a las granadas que arrojó Dom en el helicóptero de Mose Jakande, destruyendo el helicóptero y matando a Jakande. Más tarde encarcela a Deckard en una prisión de máxima seguridad.

### The Fate of the Furious
En The Fate of the Furious, Hobbs inicialmente aparece entrenando al equipo deportivo de fútbol de su hija Samantha Hobbs, antes de ser abordado por un contacto del gobierno para llevar a cabo una misión para recuperar un dispositivo PEM de una instalación en Berlín y advirtió que actuará de manera no oficial y enfrentará arresto si es capturado. Aunque reclama el dispositivo con la ayuda del equipo de Dom, es capturado después de que Dom se roba el dispositivo debido al chantaje de la ciberterrorista Cipher, lo que hace que Hobbs sea enviado a la misma prisión que Deckard. Sin embargo, Frank "Sr. Don Nadie" Petty lo "libera" rápidamente para ayudar al equipo de Dom a rastrear a Dom y Cipher, y se entera de que ella está buscando obtener el control de los códigos de lanzamiento nuclear para designarse a sí misma en una posición de poder sobre el mundo. A pesar de las probabilidades en su contra, el equipo de Dom logra rastrear a Cipher mientras Dom pone planes en marcha para escapar de su chantaje, culminando con la destrucción del submarino nuclear ruso convertido que Cipher planeaba usar para lanzar sus misiles robados. Aunque se le ofrece la reinstalación después de que la amenaza termine, Hobbs decide permanecer oficialmente retirado para pasar más tiempo con su hija y su nueva "familia", siendo el equipo de Dom.

### Fast & Furious Presents: Hobbs & Shaw
En Fast & Furious Presents: Hobbs & Shaw, Hobbs es reclutado por la CIA como parte de un grupo de trabajo conjunto, que también incluye a Deckard, para capturar a una agente del MI6 aparentemente deshonesta que aparentemente ha robado un virus letal diseñado genéticamente con el potencial de desencadenar un evento de nivel de extinción. Aunque Hobbs captura a la agente deshonesta, las cosas cambian cuando se entera de que la mujer es la hermana de Deckard y Owen, Hattie, y ella en realidad se inyectó el virus para mantenerlo alejado de Brixton Lore, el hombre que culpó a Deckard por matar al resto de su equipo. Ahora mejorado cibernéticamente por Eteon, una organización que cree que la extinción humana es inevitable y busca desencadenar asesinatos masivos para traer a la humanidad en "equilibrio", Brixton intenta capturar a Hattie para que Eteon pueda usar el virus para promover su propia agenda, forzando a Hobbs y Deckard para trabajar juntos de mantenerla a salvo. Después de destruir la base de Eteon en Moscú y recuperar un dispositivo que les permitirá extraer el virus, Hobbs los lleva a Samoa para que su hermano Jonah pueda reparar el equipo dañado antes de un enfrentamiento final con Brixton. Habiendo desactivado las armas avanzadas de Eteon, Hobbs lidera a su familia en la danza de guerra Siva Tau antes de que derroten a las fuerzas de Eteon, trabajando con Deckard para superar al Lore mejorado alternando cuál de ellos recibirá el golpe para que el otro pueda pasar las defensas de Brixton. Al final de la película, Brixton muere cuando Eteon apaga su cibernética por su fracaso y Hobbs lleva a su hija a Samoa para presentarla a su familia, pero recibe una llamada de que le han robado otro virus peligroso.

## Personalidad
Siendo práctico, ingenioso, inteligente y extremadamente valiente, Hobbs tiene una personalidad seria y formidable. Hobbs es una persona estricta y decidida, se dedicó a su profesión como agente en el Servicio de Seguridad Diplomática. Tiende a irritarse cuando opera con otras autoridades gubernamentales o localizadas, y prefiere trabajar dentro de sus propios perímetros. Sin embargo, Hobbs muestra un fuerte sentido de lealtad hacia aquellos que trabajan junto a él y está dispuesto a defenderlos sin dudarlo a menos que se le dé una razón. Hobbs trabaja de manera preventiva cuando se trata de parejas nuevas o temporales, investigando sus antecedentes para comprender mejor su carácter.
Hobbs no cuestiona los perímetros de sus órdenes cuando se las dan. Mientras que Elena cuestionaría las circunstancias de sus objetivos como oficial de policía, Hobbs persigue a Brian y Dom sin cuestionar el panorama general o sus motivos porque sus nombres "golpean su escritorio". No importa si la información que se le dio es la verdad completa o no. Sin embargo, cuando es traicionado o corregido en una situación, Hobbs está dispuesto a trabajar con los delincuentes convictos como Dom o Brian, a cambio de venganza por el asesinato de Reyes por sus hombres. A pesar de su posición como agente federal, Hobbs sigue una ideología de "los fines justifican los medios" y no es reacio, ni tímido a la hora de infringir la ley o utilizar tácticas brutales para obtener información. Hobbs no está del todo en contra de conceder indultos a delincuentes conocidos cuando la situación requiere asistencia o información a la que es posible que no pueda acceder de inmediato mediante una negociación.
Ahora, compañero de Dom, Hobbs se relaja más cuando está en compañía de Dom y su tripulación, como se vio durante su tiempo con Tej Parker en una subasta de autos. Hobbs está dispuesto a solicitar ayuda del exterior cuando se trata de criminales y objetivos que quizás sean demasiado capaces para que él los maneje solo. Un ejemplo es la tripulación de Dom. A pesar de esto, no los ve como peones prescindibles y hace lo que puede para velar por su bienestar. Un ejemplo fue cuando etiquetó el auto de Dom cuando salió a buscar a Leticia "Letty" Ortiz, lo que terminó salvándole la vida. La asociación más cercana de Hobbs fue la de Elena, quien se unió al Servicio de Seguridad Diplomática y trabajó junto a Hobbs luego del incidente en Río. Más tarde demostró una inmensa lealtad a la tripulación de Dom, arriesgándose a autolesionarse después de ser hospitalizado por las heridas sufridas mientras luchaba contra Deckard, para ayudarlos a aprehender a este y detener a Jakande cuando ingresaron a Los Ángeles.
Como padre, confía en Elena para que cuide a su hija, Samantha se comunica libremente con su hija, quizás divulgando detalles menores de su trabajo, como las personas que conoce, como Dom, sin comprometer su trabajo ni poner en peligro a su hija. Hobbs a menudo es condescendiente y menosprecia a los criminales y oponentes. Que sus oponentes caigan o no en el anzuelo depende en gran medida de su autocontrol y posición dentro de una circunstancia. Hobbs es orgulloso y rara vez muestra modestia, pero a menudo tiene la habilidad y capacidad para respaldar sus comentarios despectivos y su capacidad para adaptarse a las situaciones.
Hobbs se suscribe a las enseñanzas de Friedrich Nietzsche y Bruce Lee.